# Аверин, Олег Георгиевич
Оле́г Гео́ргиевич Аве́рин (род. 19 июня 1961, Магнитогорск, РСФСР, СССР) — белорусский и российский певец, поэт и композитор.
В 1976—1989 годах — рок музыкант группы «Золотая середина», в 1993 году приглашён Владимиром Мулявиным в ВИА «Песняры», с 1998 года — солист ансамбля «Белорусские песняры». В 2024 ансамбль переименован в ВИА «Белорусские легенды». Выпустил пять сольных альбомов. Песни Аверина взяли себе в репертуар Владимир Пресняков, Наталья Подольская, Кристина Орбакайте, Надежда Бабкина, ВИА «Сябры», Антон Макарский, ВИА «Самоцветы» и др. Член РАО; в каталоге зарегистрировано более двухсот песен. Автор книги и двух аудио сборников сказок для детей.

## Творческая биография
Родился 19 июня 1961 года в Магнитогорске. Отец — Георгий Сидорович, белорус, инженер-горняк. Мать — Раиса Александровна, русская, бухгалтер. Старшая сестра — Светлана (род. 1958)
В 1968 году начал обучение в музыкальной школе № 1 Магнитогорска по классу фортепиано. После переезда на родину отца, в 1970 году, продолжил обучение в музыкальной школе № 1 г. Бреста.
1971 год — «Осенний вальс» (первое зарегистрированное инструментальное произведение для фортепиано), диплом на конкурсе композиторов школы. Активный участник художественной самодеятельности города. Был пианистом и солистом детского оркестра при музыкальной школе № 1 г. Бреста под руководством Ф. Любчука.
1975 год — первое выступление на телевидении со своей песней «Песня о Брестской Крепости» (сл. и муз. О. Аверина)
1976 год — вокал и ударные инструменты в школьном ансамбле «Беспокойные сердца».
С осени 1976-го — солист рок-группы «Золотая середина»
С 1981 по 1983 год, находясь на срочной военной службе, руководил ВИА батальона.
С 1983 года группа «Золотая середина» переходит на репертуар из песен О. Аверина. В составе группы участвовал в фестивалях в Польше, Казахстане, Белоруссии, Германии.
В 1986 году на первом рок-фестивале в Новополоцке «Золотая середина» получает 1 место. За программу песен «Рок против ракет» становится Лауреатом премии ленинского комсомола Белоруссии. Для группы написано около 40 песен.
С 1990 года, после распада группы, выступает сольно и активно пишет песни для других исполнителей из Белоруссии и России. В частности, для заслуженной артистки Белоруссии Инны Афанасьевой, народного артиста Белоруссии Николая Скорикова, Андрея Хлестова, Натальи Новиковой. Наиболее заметными были:
- «Белый пароход», «Нежно любимая» — группа «НА-НА»
- «Зеркальце» — Кристина Орбакайте
- Андрей Хлестов (Минск) стал лауреатом международных конкурсов:
  - Вильнюс-1991 г.с песней «Don’t let me go»
  - Славянский базар-1992 года с песней «Не хочу быть старым…»
  - Сопот-1992 (Польша) c песней «Przez otwarte drzwi» («Bonz razem z nami»).

В начале 1993 народный артист СССР Владимир Мулявин приглашает в Белорусский Государственный ансамбль «Песняры». В репертуар ансамбля за 5 лет написано около 20-ти песен, вошедших в разные программы ансамбля.
В 1998 году 7 «песняров» ансамбля решают отделиться и образовать ВИА «Белорусские песняры». На «Русском радио» звучит песня песняров «Только с тобой» (сл. и муз. — О. Аверин). Вскоре появляется хит ансамбля — «Белявая, чернявая…», написанный Авериным на народные стихи.
В репертуар «Белорусских песняров» вошло около 30 песен Олега Аверина.
В 2003 году закончен сборник стихов для детей «Что происходит?».
В 2004 году для любителей рок-музыки, при участии гитариста А. Соловьёва, записан сольный альбом «В небе».
2005 год — «Чёрный ангел».
2006 год — «Запах солнца».
Презентация третьего альбома проходила в Москве. О. Аверин и А. Соловьёв выступили на «Горбушке» с часовой программой, объединяющей три альбома.
В 2007 году издательство «Автокнига» выпускает аудио-сборник сказок Олега Аверина «Добрые сказки перед сном», прочитанные автором. Они неоднократно звучали на Детском радио.
В 2007 году самостоятельно записан сольный альбом «Romantic HIP-HOP. Why not?» и второй аудио-сборник сказок «Однажды, в одном королевстве…».
В 2008 году для Антона Макарского написана программа из 15-ти новых песен, стилизованных под оперные арии.
В 2011 году смоленское издательство «Русич» выпускает книгу сказок Олега Аверина «Однажды, в одном королевстве».
В 2012 году издательство переиздает эту книгу в дополненном варианте с изменённым оформлением.
В 2013 году написано 10 песен для сольного альбома «Многоликая…» Альбом выпущен ООО «Студия МОНОЛИТ»
2014 год — при участии белорусского ООО «Харвест» выходит сборник сказок «Сказки для малышей».
2015 год — сказки Олега Аверина издаются в сборнике «Чудо-сказки для малышей» Смоленского издательства «Русич».

В 2016 году песня Аверина в исполнении Владимира Преснякова «Я — в облака…» становится саундтреком к вышедшему в прокат анимационному фильму «Крякнутые каникулы» (режиссёр Виктор Лакисов). В том же году за песню «Я в облака» — диплом фестиваля «Песня года» в Москве.
В 2019 году закончена работа над музыкой и либретто музыкального спектакля «Тетрадка» по мотивам пьесы А. Н. Островского «На всякого мудреца довольно простоты».
В 2021 году Олег Аверин сотрудничал с молдавским ВИА «Оризонт» в качестве поэта, став автором нескольких русских версий на известные песни ансамбля.
По просьбе Микаэлы Роуз (Michaela Rose), солистки поп-группы Arabesque, написан русский вариант текста на хит группы «Midnight Dancer», а для немецкой группы Dschinghis Khan — русский вариант «Rocking son of Dschinghis Khan» («Казачок»).
В 2021 году принял участие в работе над записью вокальных партий к многосерийному художественному фильму «За полчаса до весны» о ВИА «Песняры» .

## Личная жизнь
При рождении мать дала имя Рудольф. Но по ультимативному требованию её отца, при регистрации записали как Олега. До 2000-х годов выступал под фамилией своего белорусского отца — Козлович. Позже сменил официально фамилию, взяв фамилию своей русской бабушки, просто посчитав её более благозвучной и подходящей для сольных рок-альбомов. К имени, данному мамой при рождении, решил не возвращаться.
Жена — Валентина Аверина с февраля 1986 года. Сын — Сергей.

## Творчество

### Дискография

#### «Песняры»
- 1994 — «Песняры-25» («PHILIPS»)

#### «Белорусские песняры»
- 1999 — Только с тобой
- 2003 — Не люби нелюбимого
- 2004 — 35 и 5
- 2004 — Скажи про любовь
- 2004 — LIVE.КРЕМЛЬ
- 2004 — Вологда
- 2005 — Концерт в Театре Эстрады
- 2005 — Любимые песни.ru
- 2005 — Снег тополей — песни Олега Аверина
- 2005 — «Белорусские Песняры. Лучшее. Часть 1, 2 и 3»
- 2009 — Моя душа

#### Сольные проекты
- 2004 — В небе
- 2005 — Чёрный ангел
- 2006 — Запах солнца
- 2007 — Romantic HIP-HOP. Why not?
- 2013 — Многоликая…

### Сказки
- 2007 — Добрые сказки перед сном и «Сказка о хрустальном сердце»
- 2008 — «Однажды, в одном королевстве…» — аудио сборник.
- 2011 — «Однажды, в одном королевстве…» — книга, издательство «Русич»

## Награды
- 1987 — Лауреат премии Ленинского комсомола Белоруссии
- 2005 — Золотая медаль премии имени М. Ломоносова
- 2005 — Золотая медаль премии «ЧЕСТЬ И ПОЛЬЗА» за вклад в развитие славянского искусства
- 2008 — Орден почёта МВД Украины
- 2012 — Медаль «За верность долгу и отечеству»
- 2012 — Орден «Генерал армии Маргелов»
- 2012 — Медаль «За веру и добро»
- 2013 — Лауреат Челябинской народной премии «Светлое прошлое» от земляков за выдающиеся достижения в области культуры и искусства
- 2014 — Орден «ЗА ЗАСЛУГИ» (За заслуги перед Родиной и отечеством) решением Центрального правления РСВА